# Azerbaijan Airlines
Azerbaijan Airlines, (azerbajdzjanska: Azərbaycan Hava Yolları: Azärbaycan Hava Yolları) är ett flygbolag från Azerbajdzjan grundat 1992. Flygbolaget använder ett tjugotal Airbus- och Boeing-flygplan, med ytterligare 13 flygplan och åtta helikoptrar beställda. Man har tidigare flugit med AN-140-, Tupolev Tu-134-, Tupolev Tu-154- och Jak-40-flygplan.